# Championnat de France de floorball 2010-2011
Navigation
Édition précédente Édition suivante
Le Championnat de France de floorball D1 2010-2011 est la 7e édition de cette compétition. Le premier niveau du championnat oppose pour cette saison 8 équipes séparées en 2 poules qui ont été organisées à partir du classement de la saison passée : 1er dans une poule, 2e dans l'autre, etc.
En saison régulière, chaque équipe affronte les membres de sa poule à deux reprises, et ceux de l’autre poule une fois, soit un total de 10 matches par équipe. Les rencontres se déroulent en 3 périodes de 20 minutes, temps continu.
Les phases finales opposeront d’une part les 2 premiers de chaque poule pour le titre de champion, et d’autre part les 2 derniers de chaque poule pour le maintien en Division 1, sachant que deux équipes sont reléguées en Division 2 pour la saison suivante.
Le championnat a débuté le 13 novembre 2010 et se terminera le 15 mai 2011.

## Première division

### Équipes
| \| Lyon Floorball Club Rascasses de Marseille Floorball Canonniers Nantes Paris Université Club IFK Paris Ericsson Vikings Tigres de Grenoble Nordiques Floorball Club \| Localisation des clubs engagés dans le championnat. |
| Lyon Floorball Club Rascasses de Marseille Floorball Canonniers Nantes Paris Université Club IFK Paris Ericsson Vikings Tigres de Grenoble Nordiques Floorball Club                                                           |

| Équipes du championnat de France de floorball D1 2010-2011 | Site web                        |
| ---------------------------------------------------------- | ------------------------------- |
| Lyon Pirates du Rhone                                      | www.lyon-floorball.com          |
| Rascasses de Marseille                                     | www.marseillefloorball.fr       |
| Ericsson Vikings (Massy)                                   | www.evikings.org                |
| Floorball Canonniers Nantes                                | www.canonniers-nantes.fr        |
| IFK Paris                                                  | www.ifkparis.net                |
| PUC (Paris Université Club)                                | pucfloorball.over-blog.com      |
| Tigres de Grenoble                                         | grenoble-floorball.blogspot.com |
| Nordiques Floorball Club                                   | www.nordiques.net               |

À la suite des résultats de la saison 2009-2010 en division 2, les deux équipes suivantes ont rejoint la D1 : Nordiques Floorball Club et Tigres de Grenoble.

### Classement final de la saison régulière

#### Poule A
| Classement | Nom de l'équipe          | Points | Matchs joués | Victoires | Nuls | Défaites | Buts pour | Buts contre | Différence |
| ---------- | ------------------------ | ------ | ------------ | --------- | ---- | -------- | --------- | ----------- | ---------- |
| 1          | IFK Paris                | 20     | 10           | 10        | 0    | 0        | 67        | 10          | +57        |
| 2          | Rascasses de Marseille   | 14     | 10           | 7         | 0    | 3        | 50        | 40          | +10        |
| 3          | Nordiques Floorball Club | 7      | 10           | 2         | 3    | 5        | 31        | 42          | -11        |
| 4          | Canonniers de Nantes     | 5      | 10           | 2         | 1    | 7        | 31        | 63          | -32        |

#### Poule B
| Classement | Nom de l'équipe             | Points | Matchs joués | Victoires | Nuls | Défaites | Buts pour | Buts contre | Différence |
| ---------- | --------------------------- | ------ | ------------ | --------- | ---- | -------- | --------- | ----------- | ---------- |
| 1          | PUC (Paris Université Club) | 12     | 10           | 6         | 0    | 4        | 58        | 28          | +30        |
| 2          | Lyon Pirates du Rhone       | 12     | 10           | 5         | 2    | 3        | 43        | 34          | +9         |
| 3          | Tigres de Grenoble          | 9      | 10           | 4         | 1    | 5        | 28        | 33          | -5         |
| 4          | Ericsson Vikings (Massy)    | 1      | 10           | 0         | 1    | 9        | 20        | 78          | -58        |

- Qualification pour les Playoffs
- Qualification pour les Playdowns

### Résultats

#### Matchs intra-poules
Les équipes d'une poule se rencontrent en match aller-retour

##### Poule A
| Résultats (dom.\ext.)                                      | MAR  | NAN | NOR | IFK  |
| Marseille Rascasses                                        |      | 6-2 | 5-4 | 1-3  |
| Canonniers de Nantes                                       | 4-6  |     | 4-6 | 1-10 |
| Nordiques Floorball Club                                   | 3-6  | 7-7 |     | 1-5  |
| IFK Paris 1                                                | 10-2 | 6-1 | 4-0 |      |
| - Victoire à domicile - Match nul - Victoire à l'extérieur |      |     |     |      |

##### Poule B
| Résultats (dom.\ext.)                                      | GRE | LYO  | ERI | PUC |
| Tigres de Grenoble 1                                       |     | 3-3  | 2-1 | 3-2 |
| Lyon Floorball Club 1                                      | 5-4 |      | 7-4 | 1-7 |
| Ericsson Vikings                                           | 1-7 | 2-10 |     | 4-6 |
| Paris Université Club 1                                    | 5-2 | 3-6  | 9-1 |     |
| - Victoire à domicile - Match nul - Victoire à l'extérieur |     |      |     |     |

#### Matchs inter-poules
Les équipes d'une poule rencontrent les équipes de l'autre poule en match aller simples. En colonne les équipes de la poule A, en ligne celles de la poule B.
| Résultats               | Marseille Rascasses | Canonniers de Nantes | Nordiques de Lille | IFK Paris |
| Tigres de Grenoble 1    | 3-5                 | 1-2                  | 2-0                | 1-9       |
| Lyon Floorball Club 1   | 2-3                 | 4-2                  | 4-4                | 1-2       |
| Ericsson Vikings        | 2-13                | 4-8                  | 1-1                | 0-15      |
| Paris Université Club 1 | 7-3                 | 13-0                 | 4-5                | 2-3       |

### Playoffs
|  | Demi-finales                | Demi-finales          |                        |   | Finale              | Finale              |
|  | Demi-finales                | Demi-finales          |                        |   | Finale              | Finale              |
|  |                             |                       |                        |   |                     |                     |
|  | 14 mai 2011 à Paris         | 14 mai 2011 à Paris   |                        |   | 15 mai 2011 à Paris | 15 mai 2011 à Paris |
|  | 14 mai 2011 à Paris         | 14 mai 2011 à Paris   |                        |   | 15 mai 2011 à Paris | 15 mai 2011 à Paris |
|  | A-1 : IFK Paris             | 7                     |                        |   | 15 mai 2011 à Paris | 15 mai 2011 à Paris |
|  | A-1 : IFK Paris             | 7                     |                        |   | 15 mai 2011 à Paris | 15 mai 2011 à Paris |
|  | B-2 : Lyon Floorball Club   | 0                     |                        |   | 15 mai 2011 à Paris | 15 mai 2011 à Paris |
|  | B-2 : Lyon Floorball Club   | 0                     | IFK Paris              | 8 |                     |                     |
|  | 14 mai 2011 à Paris         |                       | IFK Paris              | 8 |                     |                     |
|  |                             | Paris Université Club | 3                      |   |                     |                     |
|  | B-1 : Paris Université Club | Paris Université Club | 3                      | 8 |                     |                     |
|  | B-1 : Paris Université Club |                       |                        | 8 |                     |                     |
|  | A-2 : Marseille Floorball   | 3                     |                        |   |                     |                     |
|  | A-2 : Marseille Floorball   | 3                     | Match pour la 3e place |   |                     |                     |
|  |                             |                       |                        |   |                     |                     |
|  | 15 mai 2011 à Paris         |                       |                        |   |                     |                     |
|  |                             |                       |                        |   |                     |                     |
|  | Lyon Floorball Club         | 7                     |                        |   |                     |                     |
|  | Lyon Floorball Club         | 7                     |                        |   |                     |                     |
|  | Marseille Floorball         | 6                     |                        |   |                     |                     |
|  | Marseille Floorball         | 6                     |                        |   |                     |                     |

#### Détails de la finale
| 15 mai 2011 | IFK Paris | 8-3 (3-1, 4-2, 1-0) | Paris Université Club | Gymnase Biancotto, Paris |

| Feuille de match | Feuille de match | Feuille de match | Feuille de match | Feuille de match                          |
| ---------------- | ---------------- | ---------------- | ---------------- | ----------------------------------------- |
|                  |                  |                  |                  | Arbitrage : Thomas Antretter Hanes Dolzer |
| Ari Saaranen     | Gardiens         | Gilles Bizot     |                  |                                           |
| 12 min           | Pénalités        | 4 min            |                  |                                           |
|                  |                  |                  |                  |                                           |

### Playdowns
|  | Demi-finales                   | Demi-finales        |                          |   | 5e place            | 5e place            |
|  | Demi-finales                   | Demi-finales        |                          |   | 5e place            | 5e place            |
|  |                                |                     |                          |   |                     |                     |
|  | 14 mai 2011 à Paris            | 14 mai 2011 à Paris |                          |   | 15 mai 2011 à Paris | 15 mai 2011 à Paris |
|  | 14 mai 2011 à Paris            | 14 mai 2011 à Paris |                          |   | 15 mai 2011 à Paris | 15 mai 2011 à Paris |
|  | A-3 : Nordiques Floorball Club | 14                  |                          |   | 15 mai 2011 à Paris | 15 mai 2011 à Paris |
|  | A-3 : Nordiques Floorball Club | 14                  |                          |   | 15 mai 2011 à Paris | 15 mai 2011 à Paris |
|  | B-4 : Ericsson Vikings         | 4                   |                          |   | 15 mai 2011 à Paris | 15 mai 2011 à Paris |
|  | B-4 : Ericsson Vikings         | 4                   | Nordiques Floorball Club | 6 |                     |                     |
|  | 14 mai 2011 à Paris            |                     | Nordiques Floorball Club | 6 |                     |                     |
|  |                                | Tigres de Grenoble  | 3                        |   |                     |                     |
|  | B-3 : Tigres de Grenoble       | Tigres de Grenoble  | 3                        | 6 |                     |                     |
|  | B-3 : Tigres de Grenoble       |                     |                          | 6 |                     |                     |
|  | A-4 : Canonniers de Nantes     | 1                   |                          |   |                     |                     |
|  | A-4 : Canonniers de Nantes     | 1                   | 7e place                 |   |                     |                     |
|  |                                |                     |                          |   |                     |                     |
|  | 15 mai 2011 à Paris            |                     |                          |   |                     |                     |
|  |                                |                     |                          |   |                     |                     |
|  | Ericsson Vikings               | 1                   |                          |   |                     |                     |
|  | Ericsson Vikings               | 1                   |                          |   |                     |                     |
|  | Canonniers de Nantes           | 10                  |                          |   |                     |                     |
|  | Canonniers de Nantes           | 10                  |                          |   |                     |                     |

Les Canonniers de Nantes et les Ericsson Vikings (classés finalement 7es et 8es) sont rétrogradés en championnat D2 pour la saison 2011-2012.

## Deuxième division
Le Championnat de France de floorball D2 2010-2011 est la 3e édition de cette compétition. Cette saison voit l'apparition des équipes de Strasbourg, IFK Paris 2 et de Grenoble 2. Le deuxième niveau du championnat oppose pour cette saison 12 équipes séparées en 2 poules géographiques (nord-ouest et sud-est). Pendant la saison régulière, les équipes affrontent celles de leur poule en matchs aller-retour, en 3 périodes de 20 minutes (durée officielle) pour la première fois en D2. Les 2 premières équipes sont qualifiées pour les playoffs : le premier de la poule A rencontre le deuxième de la poule B en demi-finale, et vice-versa. Le championnat a débuté le 23 octobre 2010 et se terminera le 8 mai 2011.

### Équipes
| \| Hoplites d'Ambiani Chats Biterrois Caen Floorball Strasbourg Sentinelles IFK Paris Lyon Floorball Club Tigres de Grenoble Gladiateurs d'Orléans Paris Université Club Saint-Étienne Knights Grizzlys du Hainaut Dragons Bisontins \| Localisation des clubs engagés dans le championnat. |
| Hoplites d'Ambiani Chats Biterrois Caen Floorball Strasbourg Sentinelles IFK Paris Lyon Floorball Club Tigres de Grenoble Gladiateurs d'Orléans Paris Université Club Saint-Étienne Knights Grizzlys du Hainaut Dragons Bisontins                                                           |

| Équipes du Championnat de France de Floorball D2 2010-2011 | Poule      | Site web                        |
| ---------------------------------------------------------- | ---------- | ------------------------------- |
| Hoplites d'Ambiani (Amiens)                                | Nord-Ouest | www.hoplites-ambiani.fr         |
| Caen Floorball                                             | Nord-Ouest | www.caenfloorball.fr            |
| Grizzlys du Hainaut                                        | Nord-Ouest | www.grizzlys-du-hainaut.com     |
| Gladiateurs d'Orléans                                      | Nord-Ouest | www.floorball45.com             |
| IFK Paris 2                                                | Nord-Ouest | www.ifkparis.net                |
| Paris Université Club 2                                    | Nord-Ouest | pucfloorball.over-blog.com      |
| Chats Biterrois (Béziers)                                  | Sud-Est    | www.leschatsbiterrois.fr        |
| Tigres de Grenoble 2                                       | Sud-Est    | grenoble-floorball.blogspot.com |
| Lyon Floorball Club 2                                      | Sud-Est    | www.lyon-floorball.com          |
| Dragons Bisontins                                          | Sud-Est    | www.dragons-bisontins.fr        |
| Saint-Étienne Knights                                      | Sud-Est    | saintefloorball.over-blog.com   |
| Sentinelles Strasbourg                                     | Sud-Est    | www.strasbourgfloorball.eu      |

À la suite des résultats de la saison 2009-2010 en division 2, les deux équipes suivantes ont rejoint la D1 : Nordiques Floorball Club et Tigres de Grenoble. Les équipes des Grizzlys du Hainaut et des Dragons de Besançon redescendent en D2 pour cette saison.

### Classement final de la saison régulière

#### Poule Nord-Ouest
| Classement | Nom de l'équipe             | Points | Matchs joués | Victoires | Nuls | Défaites | Buts pour | Buts contre | Différence |
| ---------- | --------------------------- | ------ | ------------ | --------- | ---- | -------- | --------- | ----------- | ---------- |
| 1          | Hoplites d'Ambiani (Amiens) | 13     | 10           | 5         | 3    | 2        | 43        | 26          | +17        |
| 2          | Caen Floorball              | 13     | 10           | 6         | 1    | 3        | 30        | 26          | +4         |
| 3          | IFK Paris 2                 | 11     | 10           | 5         | 1    | 4        | 26        | 22          | +4         |
| 4          | Paris Université Club 2     | 11     | 10           | 4         | 3    | 3        | 21        | 20          | +1         |
| 5          | Grizzlys du Hainaut         | 9      | 10           | 3         | 3    | 4        | 26        | 26          | 0          |
| 6          | Gladiateurs d'Orléans       | 3      | 10           | 1         | 1    | 8        | 16        | 42          | -26        |

#### Poule Sud-Est
| Classement | Nom de l'équipe           | Points | Matchs joués | Victoires | Nuls | Défaites | Buts pour | Buts contre | Différence |
| ---------- | ------------------------- | ------ | ------------ | --------- | ---- | -------- | --------- | ----------- | ---------- |
| 1          | Chats Biterrois (Béziers) | 16     | 10           | 7         | 2    | 1        | 32        | 16          | +16        |
| 2          | Dragons Bisontins         | 15     | 10           | 7         | 1    | 2        | 33        | 19          | +14        |
| 3          | Strasbourg Sentinelles    | 11     | 10           | 4         | 3    | 3        | 38        | 30          | +8         |
| 4          | Saint-Étienne Knights     | 9      | 10           | 3         | 3    | 4        | 42        | 37          | +5         |
| 5          | Lyon Floorball Club 2     | 7      | 10           | 2         | 3    | 5        | 30        | 35          | -5         |
| 6          | Tigres de Grenoble 2      | 2      | 10           | 0         | 2    | 8        | 17        | 55          | -38        |

### Résultats de la saison régulière

#### Poule Nord-Ouest
| Résultats (dom.\ext.)                                      | AMI | CAE | GRI | ORL | IFK | PUC |
| Hoplites d'Ambiani (Amiens)                                |     | 6-3 | 1-1 | 7-1 | 2-4 | 4-5 |
| Caen Floorball                                             | 1-4 |     | 4-2 | 6-2 | 5-2 | 2-2 |
| Grizzlys du Hainaut                                        | 3-3 | 2-3 |     | 6-2 | 2-1 | 1-4 |
| Gladiateurs d'Orléans                                      | 2-7 | 1-2 | 2-5 |     | 1-3 | 1-1 |
| IFK Paris 2                                                | 3-3 | 5-2 | 4-2 | 4-2 |     | 0-1 |
| Paris Université Club 2                                    | 3-6 | 0-2 | 2-2 | 1-2 | 2-0 |     |
| - Victoire à domicile - Match nul - Victoire à l'extérieur |     |     |     |     |     |     |

#### Poule Sud-Est
| Résultats (dom.\ext.)                                      | BES | BEZ | GRE  | LYO | STE | STR |
| Dragons Bisontins                                          |     | 0-1 | 6-0  | 5-3 | 3-2 | 2-2 |
| Chats Biterrois (Béziers)                                  | 2-0 |     | 2-1  | 2-2 | 2-2 | 4-5 |
| Tigres de Grenoble 2                                       | 2-3 | 2-4 |      | 3-5 | 3-3 | 1-7 |
| Lyon Floorball Club 2                                      | 1-5 | 2-6 | 7-0  |     | 3-6 | 2-2 |
| Saint-Étienne Knights                                      | 2-3 | 1-7 | 15-2 | 3-3 |     | 3-7 |
| Strasbourg Sentinelles                                     | 4-6 | 1-2 | 3-3  | 3-2 | 4-5 |     |
| - Victoire à domicile - Match nul - Victoire à l'extérieur |     |     |      |     |     |     |

### Playoffs
|  | Demi-finales            | Demi-finales        |                        |   | Finale              | Finale              |
|  | Demi-finales            | Demi-finales        |                        |   | Finale              | Finale              |
|  |                         |                     |                        |   |                     |                     |
|  | 14 mai 2011 à Paris     | 14 mai 2011 à Paris |                        |   | 15 mai 2011 à Paris | 15 mai 2011 à Paris |
|  | 14 mai 2011 à Paris     | 14 mai 2011 à Paris |                        |   | 15 mai 2011 à Paris | 15 mai 2011 à Paris |
|  | NO1: Hoplites d'Ambiani | 5                   |                        |   | 15 mai 2011 à Paris | 15 mai 2011 à Paris |
|  | NO1: Hoplites d'Ambiani | 5                   |                        |   | 15 mai 2011 à Paris | 15 mai 2011 à Paris |
|  | SE2: Dragons Bisontins  | 2                   |                        |   | 15 mai 2011 à Paris | 15 mai 2011 à Paris |
|  | SE2: Dragons Bisontins  | 2                   | Hoplites d'Ambiani     | 4 |                     |                     |
|  | 14 mai 2011 à Paris     |                     | Hoplites d'Ambiani     | 4 |                     |                     |
|  |                         | Chats Biterrois     | 3                      |   |                     |                     |
|  | SE1: Chats Biterrois    | Chats Biterrois     | 3                      | 5 |                     |                     |
|  | SE1: Chats Biterrois    |                     |                        | 5 |                     |                     |
|  | NO2: Caen Floorball     | 4                   |                        |   |                     |                     |
|  | NO2: Caen Floorball     | 4                   | Match pour la 3e place |   |                     |                     |
|  |                         |                     |                        |   |                     |                     |
|  | 15 mai 2011 à Paris     |                     |                        |   |                     |                     |
|  |                         |                     |                        |   |                     |                     |
|  | Dragons Bisontins       | 2                   |                        |   |                     |                     |
|  | Dragons Bisontins       | 2                   |                        |   |                     |                     |
|  | Caen Floorball          | 6                   |                        |   |                     |                     |
|  | Caen Floorball          | 6                   |                        |   |                     |                     |

Les deux finalistes accéderont au championnat D1 2011-2012.